# 叠氮化四苯基𬭸
叠氮化四苯基𬭸是一种有机磷化合物，化学式为(C6H5)4PN3。它可由四苯基氯化鏻和叠氮化钠反应制得，或四苯基溴化鏻或四苯基碘化鏻和叠氮化银反应得到。它可用于一些叠氮配合物的合成。